# Превращение (Кафка)
«Превраще́ние» (нем. Die Verwandlung) — повесть Франца Кафки, написана в 1912 году. Вместе с рассказами «Приговор» и «В исправительной колонии» должна была составить сборник «Кары», который не был опубликован при жизни автора из-за неудавшихся переговоров с издателем. Несколько раз была экранизирована. Повесть также широко обсуждалась среди литературных критиков, причём предлагались различные её интерпретации.

## Сюжет
Главный герой рассказа Грегор Замза, простой коммивояжёр, проснувшись утром, обнаруживает, что превратился в огромное мерзкое насекомое. В свойственной Кафке манере причина метаморфозы, события, ей предшествующие, не раскрываются. Читатель, как и герои рассказа, просто поставлен перед фактом: превращение свершилось. Герой сохраняет здравый ум и осознаёт происходящее. В непривычном положении он не может встать с кровати, не открывает двери, хотя о том настойчиво просят его члены семьи — мать, отец и сестра. Узнав о его превращении, семья приходит в ужас: отец загоняет его в комнату, там его оставляют на всё время, лишь сестра приходит его кормить. В тяжёлых душевных и телесных (отец бросил в него яблоко, Грегор поранился о дверь) муках проводит Грегор время в комнате. Он был единственным серьёзным источником дохода в семье, теперь его родные вынуждены затянуть потуже пояса, а главный герой чувствует себя виноватым. Вначале сестра проявляет к нему жалость и понимание, но позже, когда семья уже живёт впроголодь и вынуждена пустить квартирантов, которые нагло и беспардонно ведут себя в их доме, она теряет остатки чувств к насекомому. Вскоре Грегор умирает, заразившись от гнилого яблока, застрявшего в одном из его сочленений, и семья выметает его вместе с мусором. Рассказ завершается сценой жизнерадостной прогулки семьи, предавшей Грегора забвению.

## Персонажи
- Грегор Замза — главный герой данной повести. Он работает коммивояжером, чтобы обеспечить финансово своих родителей и сестру. Однажды утром он просыпается и обнаруживает, что превратился в насекомое. После превращения Грегор становится не в состоянии работать и большую часть оставшейся части истории остаётся в своей комнате. Это побуждает его семью снова начать работать. Грегор изображается изолированным от общества и часто неправильно понимает истинные намерения других, а также часто неправильно понимается, в свою очередь.

Имя «Грегор Замза», по-видимому, частично происходит от литературных произведений, которые читал Кафка. Персонаж повести «История молодой Ренаты Фукс» немецко-еврейского писателя Якоба Вассермана (1873—1934) носит имя Грегор Замазза. Венский писатель Леопольд фон Захер-Мазох, чьё сексуальное воображение породило идею мазохизма, также оказал влияние. Захер-Мазох написал роман «Венера в мехах» (1870 г.), герой которого в какой-то момент принимает имя Грегор. «Венера в мехах» буквально повторяется в «Превращении» картины, которую Грегор Замза повесил на стену своей спальни.
- Грета Замза — младшая сестра Грегора, которая становится его опекуном после его превращения. Поначалу у Греты и Грегора были близкие отношения, но теплые чувства быстро угасают. В то время как Грета сначала добровольно вызвалась кормить его и убирать его комнату, она становится всё более нетерпеливой с этой ношей и начинает покидать его комнату в беспорядке от злости. Её первоначальное решение заботиться о Грегоре, возможно, было вызвано желанием внести свой вклад и быть полезной семье, так как она сердится и расстраивается, когда мать убирает его комнату, и становится ясно, что Грета испытывает отвращение к Грегору; она не могла войти в комнату Грегора, не открыв сначала окно, потому что он вызывал у неё тошноту, и уходила, ничего не делая, если Грегор был на виду. Она играет на скрипке и мечтает пойти в консерваторию, мечта, которую Грегор намеревался осуществить; Грегор планировал сделать объявление на Рождество. Чтобы помочь обеспечить доход для семьи после трансформации Грегора, она начинает работать продавщицей. Грета также первая предлагает избавиться от Грегора, что заставляет Грегора планировать свою собственную смерть. В конце рассказа родители Греты понимают, что она стала красивой и полнокровной, и решают подумать о том, чтобы найти ей мужа[3].
- Господин Замза — отец Грегора. После его превращения господин Замза был вынужден вернуться на работу, чтобы материально поддержать семью. Его отношение к сыну довольно суровое; он смотрит на преображенного Грегора с отвращением и, возможно, даже со страхом, и несколько раз нападает на него. Даже когда Грегор был человеком, господин Замза рассматривал его только как источник дохода для семьи. Позже его явное отчаяние из-за состояния сына заставляет его физически ранить сына. Отношения Грегора с отцом построены по образцу отношений самого Кафки с отцом. Тема отчуждения становится здесь совершенно очевидной.[4]
- Госпожа Замза — мать Грегора. Её можно рассматривать как покорную жену. Она страдает от астмы, которая является постоянным источником беспокойства для её сына. Поначалу она шокирована превращением Грегора, но всё же хочет войти в его комнату. Это оказалось для неё чересчур, породив конфликт между материнским порывом и сочувствием, страхом и отвращением к новому облику Грегора[5].
- Уборщица — старая овдовевшая дама, нанятая семейством Замза после того, как их прежняя горничная просит уволить её из-за страха, который она испытывает из-за нового облика Грегора. Ей платят за то, чтобы она выполняла их домашние обязанности. Кроме Греты и её отца, она — единственный человек, который находится в тесном контакте с Грегором. Она ничего не боится в отношениях с Грегором. Она не уклоняется от разговора с ним, не подвергает сомнению его изменившееся состояние, но принимает его как нормальную часть его существования. Именно она замечает, что Грегор умер, и избавляется от его тела.

## Анализ

### Структура повествования
Повествование в «Превращении» условно делится на три части:
- Пробуждение и осознание превращения: это конец человеческого и профессионального существования Грегора (столкновение с образом жизни Грегора; отношение к его профессии как путешественника/представителя; связь между родителями и профессией; реакция семьи на превращение).
- Сожительство с «паразитом»: фаза, на которой «паразит» заключён в семье (отношения с отдельными членами семьи, в особенности с сестрой).
- Постепенное умирание и смерть Грегора: интерес семьи к Грегору ослабевает («независимость семьи»); физический упадок и смерть.

Число «три», помимо трёх этапов жизни главного героя в образе «паразита», встречается ещё несколько раз в повести: так, есть три хозяина комнаты, три комнатных двери, три слуги в семье Замзы, и перед смертью Грегора башенные часы отбивают три часа утра. После его смерти остаются три члена семьи Грегора, и они пишут три письма.

### Стиль и форма
«Чудовищное» описывается подробно и деловито, почти в стиле трезвого отчета о фактах. Безэмоциональная манера повествования и содержание рассказанного составляют резкий контраст, придающий невозможному качество самоочевидного и обыденного. Именно это сочетание причудливых событий и, казалось бы, сухого реализма лингвистического изложения составляет особый эффект повествования. Автор никак не высказывает своего отношения к происходящему, а лишь описывает события. Это своего рода «пустой знак», не имеющий означающего, но можно сказать, что, как и в большинстве произведений Кафки, в рассказе раскрыта трагедия одинокого, покинутого и чувствующего себя виноватым человека перед лицом абсурдной и бессмысленной судьбы. Драма человека, столкнувшегося с непримиримым, непонятным и грандиозным роком, являющимся в различных проявлениях, столь же красочно описана в романах «Замок» и «Процесс». Множеством мелких реалистичных деталей Кафка дополняет фантастическую картину, превращая её в гротеск.
Повесть определяется перспективой главного героя, то есть вымышленная действительность представлена отражением Грегора. Лицо самого рассказчика появляется только после смерти Грегора.
В каждой из трёх глав Грегор раз за разом пытается вырваться из своей комнаты, но всё заканчивается либо новым ранением, либо душевной болью вплоть до его смерти. Эта структура подчеркивает процесс его постепенной изоляции. При этом упадок Грегора сопровождается ростом остальных членов семьи. И то и другое протекает параллельно и обусловливает друг друга. Последовательно изображается, как сомнительное, хрупкое существование гибнет, в то время как жизненная физиономия выживает, как в других рассказах Кафки «Приговор» и «Голодарь». Кафка писал своей невесте Фелице Бауэр о «Превращении», что это «исключительно тошнотворная история».

### Мотив «Превращения»
Безусловность мотива «паразита» в его фантастической ирреальности воспринимается всеми как угроза повседневной действительности. Превращение в паразита происходит без перехода как «абсолютное начало»: сфера повседневной реальности непосредственно сталкивается с сюрреалистической. Несмотря на свою трансформацию, Грегор сохраняет нетронутое чувство идентичности, даже если его внешний образ жизни меняется на животный. Обычное радикальное разделение между человеком и животным, таким образом, частично отменено.
Не только превращение Грегора само по себе необычно, но и его реакция на него и на окружение. Отсюда вытекает, что мотив «жука» становится всеопределяющим элементом повествования, а весь мир превращения — миром паразитов. Через самоопределение о чуждом восприятии «другого», семьи, сам Грегор становится абсолютно чужим. На самом деле так называемое превращение состоит лишь в радикальном обострении ранее существующих обстоятельств, разворот которых только кажущийся. Грегору и всем остальным не хватает понимания того, что с ним случилось: ничего нового. То есть превращение делает видимым только то, что в любом случае присутствовало. Отвращение и отторжение — это обострение оскорблений и унижений, которые Грегору всегда приходилось терпеть, но доселе оставалось невысказанным: родители игнорируют внутренний конфликт Грегора и его дегуманизацию работой на службе ради семьи, а сам Грегор считает свою готовность к самоотречению моральной необходимостью. Ложь и самообман идут ещё дальше, так как родители на самом деле больше не полагаются на поддержку Грегора, потому что теперь у них достаточно накоплено сбережений, которые они, однако, скрывали от своего сына до тех пор. Только в обезображивающей метаморфозе Грегора в паразита он становится видимым как жертва. И даже его стремление к освобождению, которое должно было быть восстанием против главы семьи и отца одновременно, удается только тогда, когда его уже нет: в момент превращения.

### Символы в повести
- Окна в комнате Грегора — связь с внешним миром
- Образ дамы с мехом — сексуальный опыт Грегора (мало контактов с женщинами), возможно, также аллюзия на рассказ Захера-Мазоха «Венера в мехах»
- Оружие отца (палка, газета, яблоки) — насилие над Грегором
- Комната Грегора как крепость и тюрьма — в первой главе повести семья и служанка заперты в своих комнатах, во второй главе уже Грегор заперт в своей комнате на постоянной основе. Только если для Грегора это способ изоляции чтобы не тревожить своих родных, то в случае его семьи — это простое отвержение от Грегора/ непринятие его.
- Страусиное перо на шляпе служанки — египетский символ справедливости и истины; неприкрытое описание/обозначение Грегора служанкой (к досаде отца, который только пытается завоевать эту точку зрения)
- Солнце в конце повествования — новое начало семьи
- Гласные ассоциации — фамилии героя и автора (Замза и Кафка) звучат аналогично, хотя сам Кафка утверждал, что с собой главного героя не ассоциировал.
- Диван — жук Грегор постоянно прячется под диваном накрытый дополнительно простынёй и использует его как своего рода отступление от своей семьи. Он символизирует полную и окончательную изоляцию Грегора от его отца (семьи) и общества в целом.

### Квартира как место действия
Квартира Замзы поразительно напоминает квартиру семьи Кафки на тогдашней Пражской улице Никласа, 36 (разрушенной во время Второй мировой войны). Исследователь пражской и немецкой литературы Хартмут Биндер сделал для этого рисунок с подготовленным планом этажа квартиры Кафки, из чего следует, что, хотя использование каждой комнаты варьируется, её расположение было точно передано.

## Интерпретация
Как и большинство работ Кафки, «Превращение», как правило, влечёт за собой использование религиозной (Макс Брод) или психологической интерпретации большинством её интерпретаторов. Было особенно распространено читать эту повесть как выражение «отцовского комплекса» Кафки, как это впервые сделал Чарльз Нейдер в своей книге «Замёрзшее море: исследование Франца Кафки» (1948 г.). Помимо психологического подхода, большое количество последователей получили также интерпретации, фокусирующиеся на социологических аспектах, которые рассматривают семью Замза как изображение общих социальных обстоятельств.
Владимир Набоков отверг подобные интерпретации, отметив, что они не соответствуют творчеству Кафки. Вместо этого он выбрал интерпретацию, руководствуясь художественными деталями, но категорически исключил любые попытки расшифровки символического или аллегорического уровня смысла. Возражая против популярной теории отцовского комплекса, он заметил, что самым жестоким человеком в этой истории следует считать сестру, а не отца, поскольку именно она нанесла Грегору удар в спину. По мнению Набокова, центральной темой повествования является борьба художника за существование в обществе, изобилующем обывателями, которые шаг за шагом уничтожают его. Комментируя стиль Кафки, он пишет: «Прозрачность его стиля подчеркивает темное богатство его фантастического мира. Контраст и единообразие, стиль и изображаемое, изображение и басня неразрывно переплетены».
В 1989 году Нина Пеликан Штраус написала феминистскую интерпретацию «Превращения», выдвинув на первый план трансформацию сестры главного героя Грегора, Греты, и выдвинув на первый план семью и, в частности, трансформацию младшей сестры в истории. По мнению Штрауса, критики «Превращение» недооценили тот факт, что история повествует не только о Грегоре, но и о его семье и особенно о метаморфозе Греты, поскольку именно от Греты, как женщины, дочери и сестры, зависят социальные и психоаналитические резонансы текста.
В 1999 году Герхард Рик отметил, что Грегор и его сестра Грета образуют пару, характерную для многих текстов Кафки: она состоит из одного пассивного, довольно строгого человека и другого активного, более либидозного. Появление фигур с такими почти непримиримыми личностями, которые образуют пары в произведениях Кафки, было очевидно с тех пор, как он написал свой рассказ «Описание борьбы» (например, рассказчик/молодой человек и его «знакомый»). Они также появляются в «Приговоре» (Георг и его друг в России), во всех трех его романах (напр. Робинсон и Деламарш в «Америке»), а также в его рассказах «Сельский врач» (сельский врач и жених) и «Голодарь» (голодный художник и пантера). Рик рассматривает эти пары как части одного человека (отсюда сходство имен Грегор и Грета), а в конечном счете как два определяющих компонента личности автора. Не только в жизни Кафки, но и в его творчестве Рик видит описание борьбы между этими двумя частями.
Немецкий писатель и биограф Кафки Райнер Стах утверждал в 2004 году, что для иллюстрации этой истории не требуется никаких поясняющих комментариев и что она убедительна сама по себе, самодостаточна, даже абсолютна. Он считает, что эта история, несомненно, была бы принята в канон мировой литературы, даже если бы мы ничего не знали о её авторе.
Согласно Петеру-Андре Альту (2005 г.), фигура «паразита» становится резким выражением лишенного существования Грегора Замзы. Сведённый к выполнению своих профессиональных обязанностей, стремящийся гарантировать своё продвижение по службе и раздражённый страхом совершить коммерческие ошибки, он является творением функционалистской профессиональной жизни.
В 2007 году Ральф Судау высказал мнение, что особое внимание следует уделять мотивам самоотречения и пренебрежения реальностью. Прежнее поведение Грегора характеризовалось самоотречением и гордостью за то, что он может обеспечить своей семье безопасное и спокойное существование. Когда он оказывается в ситуации, когда он сам нуждается во внимании и помощи и ему грозит опасность стать паразитом, он не хочет признавать эту новую роль для себя и разочаровываться в обращении, которое он получает от своей семьи, которая со временем становится всё более небрежной и даже враждебной по отношению к нему. По словам Судау, Грегор самоотверженно скрывает свою тошнотворную внешность под канапе и постепенно умирает от голода, тем самым в значительной степени выполняя более или менее вопиющее желание своей семьи. Его постепенное истощение и «самоунижение» проявляет признаки смертельной голодовки (которая со стороны Грегора бессознательна и безуспешна, со стороны его семьи не понята или проигнорирована). Судау также перечисляет имена избранных интерпретаторов Метаморфозы (например, Бейкен, Сокель, Заутермейстер и Шварц). По их мнению, повествование — это метафора страданий, вызванных проказой, бегство в болезнь или появление симптома, образ существования, искажённого карьерой, или разоблачающая постановка, которая разрушает внешность и поверхностность повседневных обстоятельств и обнажает их жестокую сущность. Далее он отмечает, что репрезентативный стиль Кафки характеризуется, с одной стороны, своеобразным взаимопроникновением реализма и фантазии, мирским умом, рациональностью и ясностью наблюдения, а с другой — глупостью, диковинностью и ошибочностью. Он также указывает на гротескные и трагикомические элементы немого кино.
Фернандо Бермехо-Рубио (2012 г.) утверждал, что эта история часто несправедливо рассматривается как неубедительная. Он выводит свой интерпретационный подход из того факта, что описания Грегора и его семейного окружения в «Превращении» противоречат друг другу. Существуют диаметрально противоположные версии о спине Грегора, его голосе, о том, болен ли он или уже переживает метаморфозу, спит он или нет, какого лечения заслуживает, о его моральной точке зрения (ложные обвинения, выдвинутые Гретой) и о том, невиновна ли его семья. Бермехо-Рубио подчеркивает, что Кафка приказал в 1915 году, чтобы не было никаких иллюстраций Грегора. Он утверждает, что именно это отсутствие визуального рассказчика является существенным для работы Кафки, поскольку тот, кто изображает Грегора, стилизовал бы себя как всезнающего рассказчика. Другая причина, по которой Кафка выступал против такой иллюстрации, заключается в том, что читатель не должен быть каким-либо образом предвзятым до начала процесса чтения. То, что эти описания несовместимы друг с другом, свидетельствует о том, что вступительному заявлению нельзя доверять. Если читатель не одурачен первым предложением и всё ещё думает о Грегоре как о человеке, он сочтет рассказ окончательным и поймет, что Грегор — жертва собственного вырождения.
Фолькер Дрейк (2013 г.) считает, что решающее превращение в этой истории — это превращение сестры главного героя Греты. Она — персонаж, на которого направлено название. За превращением Грегора следует его томление и окончательная смерть. Она, напротив, повзрослела в результате новых семейных обстоятельств и взяла на себя ответственность. В конце концов — после смерти брата — родители также замечают, что их дочь, «которая всё больше оживлялась, расцвела […] в красивую и сладострастную молодую женщину», и хотят найти для неё партнёра. С этой точки зрения переход Греты, её превращение из девочки в женщину, является подтекстовой темой рассказа.

## В массовой культуре
По словам Германа Вигмана в 2005 году, «Превращение» является «возможно, самой известной и, возможно, самой цитируемой повестью Кафки». В поп-культуре также есть многочисленные отсылки на неё. Так, в честь главного героя были названы пост-рок/шугейз группа из Виргинии Gregor Samsa и немецкая рок-группа Samsas Traum. Композитор Филипп Гласс ссылается на «Превращение» в своих фортепианных произведениях. В фильмах и мультсериалах также ссылаются на данную повесть, например, в нескольких эпизодах «Симпсонов». Первое предложение повести заняло второе место в конкурсе «Самое красивое первое предложение» в 2007 году. Короткая история «Влюблённый Замза» (в сборнике рассказов «Мужчины без женщин») Харуки Мураками играет с обратным превращением Грегора из жука в человека. В мультсериале «Экстремальные охотники за привидениями» появляется демон насекомых, способный принимать человеческое обличье, которое названо в честь Грегора Замза. В фильме «Продюсеры» одним из возможных сценариев постановки является сюжет по мотивам повести Кафки. А в клипе на песню «Counterfeit» ню-метал/рэп-метал группы «Limp Bizkit» можно разглядеть мотивы из одноимённого произведения Кафки: молодой человек становится насекомым, при этом его родители и сестра стараются упорно его не замечать. В «Limbus Company» одного из Грешников назвали в честь Грегора Замзы, а сам персонаж имеет предысторию и насекомое строение руки. В 1996 году вышла компьютерная игра Bad Mojo, где главный герой просыпается и обнаруживает себя превращённым в таракана. Сюжет Bad Mojo перекликается с сюжетом повести «Превращение» Франца Кафки, о чём в том числе свидетельствует и то, что имя героя игры обыгрывает имя героя повести (Грегор Замза), и имя кота (Франц). В 2020 году вышла манга "Кайдзю номер 8", а в 2024 - аниме по ней, где главный герой по фамилии Кафка превращается в насекомоподобное кайдзю.

## Экранизации
Идея рассказа «Превращение» использовалась в кино много раз:
- «Невероятно уменьшившийся человек» (1957)
- «Эта замечательная жизнь Франца Кафки» (Питера Капальди, 1993)
- «Превращение» (Валерия Фокина, 2002, в главной роли — Евгений Миронов)
- «Превращение господина Замзы» («The Metamorphosis of Mr. Samsa» Кэролин Лиф, 1977)